# Futbol'nyj Klub Zenit Sankt-Peterburg 2016-2017
Questa voce raccoglie le informazioni riguardanti lo Zenit Sankt-Peterburg nelle competizioni ufficiali della stagione 2016-2017.

## Maglie e sponsor
Lo sponsor tecnico per la stagione 2016-2017 è Nike mentre lo sponsor ufficiale è Gazprom.
| Casa | Trasferta |

## Rosa
| N. |                       | Ruolo | Calciatore          |
| -- | --------------------- | ----- | ------------------- |
| 1  | Russia (bandiera)     | P     | Jurij Lodygin       |
| 2  | Russia (bandiera)     | D     | Aleksandr Anjukov   |
| 3  | Russia (bandiera)     | D     | Ivan Novosel'cev    |
| 4  | Italia (bandiera)     | D     | Domenico Criscito   |
| 5  | Russia (bandiera)     | C     | Aleksandr Rjazancev |
| 6  | Belgio (bandiera)     | D     | Nicolas Lombaerts   |
| 7  | Brasile (bandiera)    | C     | Giuliano            |
| 8  | Brasile (bandiera)    | C     | Maurício            |
| 9  | Russia (bandiera)     | A     | Aleksandr Kokorin   |
| 10 | Portogallo (bandiera) | A     | Danny               |
| 11 | Russia (bandiera)     | A     | Aleksandr Keržakov  |
| 13 | Portogallo (bandiera) | D     | Neto                |
| 14 | Russia (bandiera)     | C     | Artur Jusupov       |
| 15 | Russia (bandiera)     | C     | Pavel Mogilevec     |
| 17 | Russia (bandiera)     | C     | Oleg Šatov          |
| 19 | Russia (bandiera)     | D     | Igor' Smol'nikov    |

| N. |                       | Ruolo | Calciatore         |
| -- | --------------------- | ----- | ------------------ |
| 20 | Russia (bandiera)     | C     | Viktor Fajzulin    |
| 21 | Spagna (bandiera)     | C     | Javi García        |
| 22 | Russia (bandiera)     | A     | Artëm Dzjuba       |
| 23 | Russia (bandiera)     | D     | Evgenij Černov     |
| 24 | Francia (bandiera)    | C     | Yohan Mollo        |
| 26 | Serbia (bandiera)     | D     | Vukašin Jovanović  |
| 28 | Belgio (bandiera)     | C     | Axel Witsel        |
| 29 | Slovacchia (bandiera) | C     | Róbert Mak         |
| 30 | Russia (bandiera)     | D     | Ibragim Callagov   |
| 33 | Brasile (bandiera)    | C     | Hernani            |
| 41 | Russia (bandiera)     | P     | Michail Keržakov   |
| 60 | Serbia (bandiera)     | D     | Branislav Ivanović |
| 77 | Serbia (bandiera)     | A     | Luka Đorđević      |
| 81 | Russia (bandiera)     | C     | Jurij Žirkov       |
| 94 | Russia (bandiera)     | C     | Aleksej Evseev     |
| 99 | Russia (bandiera)     | P     | Andrej Lunëv       |

## Calciomercato

### Sessione estiva
| Acquisti | Acquisti            | Acquisti     | Acquisti               |
| R.       | Nome                | da           | Modalità               |
| -------- | ------------------- | ------------ | ---------------------- |
| D        | Cristian Ansaldi    | Genoa        | fine prestito          |
| D        | Ivan Novosel'cev    | Rostov       | definitivo (10 mln €)  |
| C        | Giuliano            | Grêmio       | definitivo (7 mln €)   |
| C        | Róbert Mak          | PAOK         | definitivo (3,5 mln €) |
| C        | Pavel Mogilevec     | Rostov       | fine prestito          |
| C        | Aleksandr Rjazancev | Ural         | fine prestito          |
| C        | Ivan Solov'ëv       | Lahti        | fine prestito          |
| A        | Luka Đorđević       | Ponferradina | fine prestito          |
| A        | Aleksandr Keržakov  | Zurigo       | fine prestito          |

| Cessioni | Cessioni           | Cessioni         | Cessioni                |
| R.       | Nome               | a                | Modalità                |
| -------- | ------------------ | ---------------- | ----------------------- |
| P        | Vjačeslav Malafeev |                  | fine carriera           |
| D        | Cristian Ansaldi   | Inter            | definitivo (4 mln €)    |
| D        | Ezequiel Garay     | Valencia         | definitivo (24 mln €)   |
| C        | Ivan Solov'ëv      |                  | svincolato              |
| A        | Hulk               | Shanghai Haigang | definitivo (55,8 mln €) |

### Sessione invernale
| Acquisti | Acquisti           | Acquisti               | Acquisti               |
| R.       | Nome               | da                     | Modalità               |
| -------- | ------------------ | ---------------------- | ---------------------- |
| P        | Andrej Lunëv       | Ufa                    | definitivo (3,5 mln €) |
| D        | Ibragim Callagov   | Kryl'ja Sovetov Samara | definitivo (0,4 mln €) |
| D        | Branislav Ivanović | Chelsea                | svincolato             |
| C        | Hernani            | Athl. Paranaense       | definitivo (8 mln €)   |
| C        | Yohan Mollo        | Kryl'ja Sovetov Samara | definitivo (0,5 mln €) |

| Cessioni | Cessioni          | Cessioni         | Cessioni              |
| R.       | Nome              | a                | Modalità              |
| -------- | ----------------- | ---------------- | --------------------- |
| D        | Vukašin Jovanović | Bordeaux         | prestito              |
| C        | Axel Witsel       | Tianjin Quanjian | definitivo (20 mln €) |

## Risultati

### Prem'er-Liga

#### Girone d'andata
| San Pietroburgo 30 luglio 2016, ore 17:30 MSK 1ª giornata | Zenit San Pietroburgo | 0 – 0 referto | Lokomotiv Mosca | Stadio Petrovskij (18 427 spett.)\| Arbitro: \| Egorov \| |
| Arbitro:                                                  | Egorov                |               |                 |                                                           |

| Ufa 6 agosto 2016, ore 19:00 YEKT 2ª giornata | Ufa     | 0 – 0 referto | Zenit San Pietroburgo | Stadio Neftjanik (7 800 spett.)\| Arbitro: \| Meshkov \| |
| Arbitro:                                      | Meshkov |               |                       |                                                          |

| Arbitro: | Moskalev |

|                                                       |           |               |
| Giuliano 50’ (rig.) Ezatolahi 72’ (aut.) Đorđević 85’ | Marcatori | 8’, 14’ Poloz |

| Arbitro: | Ivanov |

|            |           |              |
| Žirkov 45’ | Marcatori | 24’ Eremenko |

| Arbitro: | Seldjakov |

|                                |           |  |
| Giuliano 22’, 32’ Criscito 89’ | Marcatori |  |

| Arbitro: | Egorov |

|  |           |                                                                 |
|  | Marcatori | 18’ Kokorin 38’ Dzjuba 66’ Mak 84’ Giuliano 89’ (rig.) Keržakov |

| Arbitro: | Matjunin |

|                                                     |           |              |
| Criscito 16’ (rig.) Mak 53’ Giuliano 59’ Dzjuba 63’ | Marcatori | 86’ Jonathas |

| Arbitro: | Es'kov |

|                      |           |                |
| Berisha 28’ Boli 64’ | Marcatori | 6’, 18’ Dzjuba |

| Arbitro: | Ivanov |

|                                                        |           |                           |
| Criscito 20’ (rig.) Dzjuba 33’ Witsel 61’ Giuliano 87’ | Marcatori | 28’ Bocchetti 37’ Zé Luís |

| Arbitro: | Fedotov |

|  |           |                       |
|  | Marcatori | 22’ Šatov 89’ Jusupov |

| Arbitro: | Nikolaev |

|         |           |  |
| Mak 17’ | Marcatori |  |

| Arbitro: | Meshkov |

|             |           |  |
| Kokorin 26’ | Marcatori |  |

| Arbitro: | Karasëv |

|                |           |         |
| Balaj 34’, 38’ | Marcatori | 10’ Mak |

| Arbitro: | Egorov |

|                                         |           |             |
| Dzjuba 10’, 89’ (rig.) Rodić 36’ (aut.) | Marcatori | 4’ Pasquato |

| Arbitro: | Nikolaev |

|                                  |           |            |
| Izmailov 90+2’ Okriashvili 90+4’ | Marcatori | 86’ Dzjuba |

#### Girone di ritorno
| Arbitro: | Vilkov |

|                            |           |  |
| Giuliano 84’ Kokorin 90+3’ | Marcatori |  |

| Rostov sul Don 3 dicembre 2016, ore 19:00 MSK 17ª giornata | Rostov  | 0 – 0 referto | Zenit San Pietroburgo | Stadio Olimp-2 (9 110 spett.)\| Arbitro: \| Meshkov \| |
| Arbitro:                                                   | Meshkov |               |                       |                                                        |

| Mosca 4 marzo 2017, ore 16:30 MSK 18ª giornata | CSKA Mosca | 0 – 0 referto | Zenit San Pietroburgo | Arena CSKA (26 800 spett.)\| Arbitro: \| Egorov \| |
| Arbitro:                                       | Egorov     |               |                       |                                                    |

| Arbitro: | Turbin |

|              |           |  |
| Gigolaev 33’ | Marcatori |  |

| Arbitro: | Es'kov |

|                               |           |  |
| Criscito 51’ (rig.) Danny 53’ | Marcatori |  |

| Arbitro: | Seldjakov |

|  |           |                      |
|  | Marcatori | 36’ Dzjuba 40’ Danny |

| Arbitro: | Suchoj |

|             |           |              |
| Kokorin 73’ | Marcatori | 21’ Jakovlev |

| Arbitro: | Egorov |

|                        |           |            |
| Promes 21’ Samedov 80’ | Marcatori | 66’ Dzjuba |

| Arbitro: | Es'kov |

|                          |           |  |
| Ivanović 86’ Mollo 90+3’ | Marcatori |  |

| Arbitro: | Vilkov |

|  |           |                     |
|  | Marcatori | 17’ (rig.) Giuliano |

| Arbitro: | Galimov |

|  |           |                     |
|  | Marcatori | 35’ Šatov 83’ Danny |

| Arbitro: | Seldjakov |

|  |           |             |
|  | Marcatori | 65’ Mbengue |

| Arbitro: | Egorov |

|                     |           |                               |
| Ivanović 55’ (aut.) | Marcatori | 1’, 8’ Dzjuba 35’ Javi García |

| Arbitro: | Seldjakov |

|            |           |  |
| Dzjuba 12’ | Marcatori |  |

| Arbitro: | Vilkov |

|  |           |                       |
|  | Marcatori | 33’ Kokorin 83’ Danny |

### Coppa di Russia
| Arbitro: | Kulikov |

|  |           |                                                         |
|  | Marcatori | 38’ Mak 47’ Šatov 61’ Kokorin 71’ Đorđević 84’ Giuliano |

| Arbitro: | Moskalev |

|                                              |           |  |
| Gasanov 29’ Budkivs'kyj 62’, 69’ Berisha 79’ | Marcatori |  |

### Europa League

#### Fase a gironi
| Arbitro: | Kružliak |

|                                     |           |                                                      |
| Medunjanin 26’, 70’ Kjartansson 50’ | Marcatori | 76’ Kokorin 84’ Maurício 86’ Giuliano 90+1’ Đorđević |

| Arbitro: | Estrada Fernández |

|                                                             |           |  |
| Kokorin 26’, 59’ Giuliano 48’ Criscito 66’ (rig.) Šatov 80’ | Marcatori |  |

| Arbitro: | Zelinka |

|            |           |                      |
| Benson 52’ | Marcatori | 71’ Mak 77’ Giuliano |

| Arbitro: | Banti |

|                   |           |            |
| Giuliano 42’, 78’ | Marcatori | 52’ Horgan |

| Arbitro: | Stavrev |

|                            |           |  |
| Kokorin 44’ Keržakov 90+1’ | Marcatori |  |

| Arbitro: | Moen |

|                                   |           |                                 |
| Rienstra 7’ Haps 43’ Tanković 68’ | Marcatori | 58’ Giuliano 80’ (aut.) Wuytens |

#### Sedicesimi di finale
| Arbitro: | Oliver |

|                    |           |  |
| Acheampong 5’, 31’ | Marcatori |  |

| Arbitro: | Sidīropoulos |

|                              |           |                  |
| Giuliano 24’, 78’ Dzjuba 72’ | Marcatori | 90’ Kiese Thelin |

### Supercoppa
| Arbitro: | Karasëv |

|  |           |              |
|  | Marcatori | 23’ Maurício |

## Statistiche

### Statistiche di squadra
| Competizione         | Punti            | In casa | In casa | In casa | In casa | In casa | In casa | In trasferta | In trasferta | In trasferta | In trasferta | In trasferta | In trasferta | Totale | Totale | Totale | Totale | Totale | Totale | DR  |
| Competizione         | Punti            | G       | V       | N       | P       | Gf      | Gs      | G            | V            | N            | P            | Gf           | Gs           | G      | V      | N      | P      | Gf     | Gs     | DR  |
| -------------------- | ---------------- | ------- | ------- | ------- | ------- | ------- | ------- | ------------ | ------------ | ------------ | ------------ | ------------ | ------------ | ------ | ------ | ------ | ------ | ------ | ------ | --- |
| Prem'er-Liga         | 61               | 15      | 11      | 3       | 1       | 28      | 9       | 15           | 7            | 4            | 4            | 22           | 10           | 30     | 18     | 7      | 5      | 50     | 19     | +31 |
| Europa League        | 15               | 4       | 4       |         |         | 12      | 2       | 4            | 2            |              | 2            | 8            | 9            | 8      | 6      |        | 2      | 20     | 11     | +9  |
| Coppa di Russia      | ottavi di finale |         |         |         |         |         |         | 2            | 1            |              | 1            | 5            | 4            | 2      | 1      |        | 1      | 5      | 4      | +1  |
| Supercoppa di Russia | finalista        |         | -       | -       | -       | -       | -       | -            | -            | -            | -            | -            | -            | 1      | 1      | 0      | 0      | 1      | 0      | +1  |
| Totale               | 76               | 19      | 15      | 3       | 1       | 40      | 11      | 21           | 10           | 4            | 7            | 35           | 23           | 41     | 26     | 7      | 8      | 76     | 34     | +42 |

### Andamento in campionato
| Giornata  | 1 | 2  | 3 | 4 | 5 | 6 | 7 | 8 | 9 | 10 | 11 | 12 | 13 | 14 | 15 | 16 | 17 | 18 | 19 | 20 | 21 | 22 | 23 | 24 | 25 | 26 | 27 | 28 | 29 | 30 |
| --------- | - | -- | - | - | - | - | - | - | - | -- | -- | -- | -- | -- | -- | -- | -- | -- | -- | -- | -- | -- | -- | -- | -- | -- | -- | -- | -- | -- |
| Luogo     | C | T  | C | C | C | T | C | T | C | T  | C  | C  | T  | C  | T  | C  | T  | T  | T  | C  | T  | C  | T  | C  | T  | T  | C  | T  | C  | T  |
| Risultato | N | N  | V | N | V | V | V | N | V | V  | V  | V  | P  | V  | P  | V  | N  | N  | P  | V  | V  | N  | P  | V  | V  | V  | P  | V  | V  | V  |
| Posizione | 8 | 10 | 5 | 8 | 4 | 3 | 3 | 3 | 1 | 1  | 1  | 1  | 2  | 2  | 2  | 2  | 2  | 2  | 3  | 3  | 3  | 3  | 3  | 3  | 3  | 2  | 3  | 3  | 3  | 3  |

Legenda:

Luogo: C = Casa; T = Trasferta. Risultato: V = Vittoria; N = Pareggio; P = Sconfitta.